# Воронино (Духовщинский район)
Воронино — деревня в Духовщинском районе Смоленской области России. Входит в состав Бабинского сельского поселения. Население — 6 жителей (2007 год).
Расположена в северной части области в 3 км к юго-западу от Духовщины, в 2 км западнее автодороги Р136 Смоленск — Нелидово, на берегу реки Зимовец. В 21 км юго-восточнее деревни расположена железнодорожная станция Присельская на линии Москва — Минск.

## История
В годы Великой Отечественной войны деревня была занята гитлеровскими войсками в июле 1941 года, освобождена в сентябре 1943 года.

## Известные уроженцы
Шацкий, Станислав Теофилович